# Строцакапони (Перуђа)
Строцакапони је насеље у Италији у округу Перуђа, региону Умбрија.
Према процени из 2011. у насељу је живело 374 становника. Насеље се налази на надморској висини од 238 м.